# إيطاليو إريتيريا
الإيطاليين الإريتريين هو الاريتري المولد المتحدر من المستوطنة الإيطالية وكذلك الإيطاليين المقيمين منذ مدة طويلة في اريتريا.

## تاريخ
أصولهم تعود من بداية الإستعمار الإيطالي من إريتريا في نهاية القرن 19، ولكن فقط بعد الحرب الإيطالية الحبشيّة الثانية لعام 1935 استقروا بأعداد كبيرة. في تعداد عام 1939 كان هناك أكثر من 75,000 إيطالي في اريتريا، و(53,000) شخص معظمهم يعيشون في أسمرة. استوطن العديد من الإيطاليين مستعمرتهم الإريتيرية بعد احتلالها من قبل الحلفاء في نوفمبر تشرين الثاني 1941 وانخفض إلى 38,000 فقط قبل عام 1946. وهذا يشمل أيضا عدد السكان من أصل مختلط إيطالية واريتري، الإريترييون من اصل إيطالي لا زالوا يعيشون في اريتريا هم من هذه المجموعة المختلطة.
على الرغم من أن العديد من الإيطاليين المتبقين بقيت خلال عملية إنهاء الإستعمار بعد الحرب العالمية الثانية، تم استيعابهم في الواقع في المجتمع الإريتري، وعدد قليل منهم من عديمي الجنسية اليوم، وتعطى الجنسية إلا عن طريق الزواج إلا نادرا المخولة لهم من قبل الدولة.

## المستعمرة الإيطالية في اريتيريا
من العام 1882 حتي 1941 كانت المملكة الإيطالية تحكم اريتريا. في تلك السنوات كان يسكنها 60 اريتريا - وخاصة في محيط أسمرة - من قبل مجموعات من المستوطنين الإيطاليين، الذين انتقلوا إلى هناك في بداية القرن 20.
نما الاريتيريون الإيطاليون من 4,000 شخص خلال الحرب العالمية الأولى إلى 100,000 تقريبا في بداية الحرب العالمية الثانية.
جلب الإيطاليون إلى اريتريا تطورا كبيرا بداية من توسيع الكنيسة الكاثوليكية وفي العام 1940 انتشرت الديانة إلى ما يقرب نصف سكان اريتريا وكان الكاثوليكيون يشكلون معظم سكانه، وبصورة رئيسية في أسمرا حيث تم بناء العديد من الكنائس.
جلبت الإدارة الإيطالية إلى اريتريا تحسينات في القطاعات الطبية والزراعية في المجتمع الإريتري. ولأول مرة في التاريخ يستطيع السكان الاريتريون الفقراء الوصول إلى المرافق الصحية وخدمات المستشفيات في المناطق الحضرية.
وعلاوة على ذلك، فإن الإيطاليين العاملين الاريتريين توافدوا في الخدمة العامة (لا سيما في الإدارات العامة للشرطة)، وأشرفوا على توفير المرافق في أسمرا ومصوع. في منطقة تتسم بالتنوع الثقافي واللغوي، والديني، وسلسلة من الحكام الإيطاليين حافظت على درجة ملحوظة من الوحدة والنظام العام. قام الإيطاليون أيضا ببناء العديد من مشاريع البنية التحتية الرئيسية في اريتريا، بما في ذلك مشروع سكة حديد اريتيريا.
جلب وصول بنيتو موسوليني إلى السلطة في إيطاليا في عام 1922 تغييرات عميقة للحكومة الاستعمارية في اريتريا. أنشأ موسوليني الامبراطورية الإيطالية في مايو 1936. فرض حكم الفاشيين القاسي الذي شدد على التفوق السياسي والعنصري الإيطالي. تم وضع الاريتريين في مناصب وضيعة في القطاع العام في عام 1938.
وقد تم اختيار اريتريا من قبل الحكومة الإيطالية لتكون المركز الصناعي للشرق أفريقيا الإيطالية. واصلت الحكومة الإيطالية لتنفيذ الإصلاحات الزراعية وتأتي الأولوية للمزارع التي يملكها المستوطنون الإيطاليون. في أسمرة كان هناك في عام 1940 أكثر من 2000 من الشركات الصغيرة والمتوسطة الحجم الصناعية، وتتركز في مجالات البناء، والميكانيكا، والمنسوجات، والكهرباء، وتجهيز الأغذية. وبناء على ذلك، اعتبر المستوى المعيشي للحياة في إريتريا في عام 1939 واحدا من أفضل المدن الأفريقية للمستعمرين الإيطاليين وعلى الاريتريين.